# Gmina Šentilj
Šentilj (niem. St. Egidi in Windisch Büheln) – gmina we wschodniej Słowenii. W 2010 roku liczyła 8000 mieszkańców.

## Miejscowości
Miejscowości wchodzące w skład gminy Šentilj:

- Ceršak,
- Cirknica,
- Dražen Vrh,
- Jurjevski Dol,
- Kaniža,
- Kozjak pri Ceršaku,
- Kresnica,
- Plodršnica,
- Selnica ob Muri,
- Sladki Vrh,
- Spodnja Velka,
- Srebotje,
- Stara Gora pri Šentilju,
- Svečane,
- Šentilj v Slovenskih goricah – siedziba gminy,
- Šomat,
- Štrihovec,
- Trate,
- Vranji Vrh,
- Zgornja Velka,
- Zgornje Dobrenje,
- Zgornje Gradišče.